# Isabella van Bourbon (1904-1985)
Isabella Alfonsa Maria Theresia Antonia Christina Mercedes Carolina Adeheid Rafaela van Bourbon (Koninklijk Paleis van Madrid, 10 oktober 1904 — Madrid, 18 juli 1985) was een prinses uit het Huis der Beide Siciliën en een infante van Spanje. 
Zij was het derde kind en de enige dochter uit het eerste huwelijk van Karel Maria van Bourbon-Sicilië en Maria de las Mercedes van Spanje, die overigens na haar geboorte op het kraambed zou overlijden. Een jonger halfzusje, Maria de las Mercedes, zou later de moeder worden van de Spaanse koning Juan Carlos I. 
Ze zou zelf op 9 maart 1929 trouwen met de Poolse edelman Jan Kanti graaf Zamoyski, lid van de familie Zamoyski en zoon van André graaf Zamoyski en prinses Maria Carolina van Bourbon-Sicilië. Zij kregen de volgende kinderen:
- Karel Alfons (1930-1979)
- Maria Christina (1932-1959)
- Jozef Michael (1935-2010)
- Maria Theresia (1938)

Zij overleed aan de gevolgen van hartfalen en werd bijgezet in de Koninklijke grafkelder van het Escorial.